# アニメ!!パンチ
アニメ!!パンチは、日刊スポーツで掲載されているアニメの専門記事である。2010年4月の日刊スポーツの紙面リニューアルの際、日刊スポーツ東京版で掲載が始まり、2011年5月からは西日本版でも掲載が始まった。アニメだけでなく、アニメソングや声優の記事も掲載されることがある。

## 過去の特集
1. 東京国際アニメフェア大盛況／「声優界の歌姫」水樹奈々インタビュー／紅白歌合戦にも出場 水樹奈々とは　（2010年4月22日）
2. 機動戦士ガンダム・ガンプラ30周年／7月24日はガンプラ誕生日／西川貴教がスペシャルサポーターに　（4月29日）
3. 声優アワード主演男優賞の小野大輔「これが転職」／小野大輔の初主演は「AIR」／話題のサッカーアニメ「ジャイアントキリング」／NHKで等身大の若者描く本格派アニメが続々放映　（5月13日）
4. 「アニソンの女王」高橋洋子 エヴァンゲリオンを歌い続ける／慟哭へのモノローグ～黄金コンビで新たな世界観／「第3新東京市」でエヴァ上映イベント　（5月20日）
5. 2日間で5000人が熱狂!アニソンの祭典世界へ発信／ELISAインタビュー／「ガンダム SUPER EXPO 東京2010」を正式発表　（6月3日）
6. 新時代特撮「プランゼット」粟津順監督が魅力語る／人気声優・宮野真守&石原夏織インタビュー／「無敵!夏休み」（腐男塾）　（6月17日）
7. 4作連続ポケモン劇場版出演!しょこたんインタビュー／田村ゆかりの横浜アリーナライブがDVDに／ELISA「Anime Songs Night」に出演　（7月1日）
8. 水樹奈々「一緒に歌おう」、西武ドーム2日間ライブ／NHKで放映!奇跡の「なのはコラボ」／期間限定!秋葉原に「マクロスF」ショップ　（7月15日）
9. 仲間と作ろう!「新ガンプラ」／NHK「新世紀アニソンスペシャル」は強力出演人／「ELISA店長／アニメイトのうた」を限定発売 　（7月29日）
10. 「銀河鉄道999」にラジオドラマがあった／杏がメーテルに変身／水樹奈々ライブに5万5000人＠西武ドーム　（8月5日）
11. ガンダム SUPER EXPO 東京2010 　（8月26日）
12. 女性限定!「アニサマ Girls Night」を初開催／麻生夏子 アニサマ出演を心待ち／影山、水樹らが熱唱！アニメロサマーライブ　（9月9日）
13. 「劇場版 機動戦士ガンダム00」は魅力たっぷり／宮野真守が「劇場版 機動戦士ガンダム00」を語る／「機動戦士ガンダム00」イベントに1万2000人　（9月16日）
14. 2人のかけあい生き生き【日野聡＆阿部敦】／八雲とともに自分も成長【小野大輔】／キャラクターの生き様を見て【宮野真守】　（9月30日）
15. 史上初の声優4人対談!水樹＆水沢＆桑島＆久川　（10月21日）
16. 9nineが新曲「Cross Over」を生披露　（11月4日）
17. 「戦場のヴァルキュリア３」発表会に浅野真澄ら登場　（11月11日）
18. 小野大輔登場に、アニメファンから熱狂的な歓声　（12月2日）
19. フラクタル主人公フリュネ役・津田美波　（2011年1月13日）

## アニ★グラ
2010年4月から半年にわたって掲載された。東京のテレビ局のアナウンサー持ち回りのコラム「アナ★グラ」の後継ぎでスタート。
文化放送の全面バックアップとなり、文化放送や超!A&G+で番組を担当する声優がピックアップされ、5週間でローテーションされる。また、本人がラジオ番組を担当する曜日で配列されている。
新聞休刊日の場合でも、駅売店・コンビニでの即売版で通常通り掲載される。ただし、2011年1月2日はすべて休刊になるため、1月1日付に土曜担当と日曜担当が掲載した。なお、5周目の途中で東日本大震災（東北地方太平洋沖地震）が発生し、3月11日付を最後に残り2週間を残して当時の紙面の都合で休止、1週間後にそのまま終了となった。
| 担当者                                  | 担当曜日   | 担当期間                       | 担当番組                                                         |
| --------------------------------------- | ---------- | ------------------------------ | ---------------------------------------------------------------- |
| 1周目（2010年11月5日 - 12月9日）        |            |                                |                                                                  |
| 平野綾                                  | 毎週金曜日 | 2010年11月5日 - 12月3日        | -                                                                |
| 浅野真澄                                | 毎週土曜日 | 2010年11月6日 - 12月4日        | 「A&G 超RADIO SHOW〜アニスパ!〜」 （文化放送・超!A&G+）          |
| 堀江由衣                                | 毎週日曜日 | 2010年11月7日 - 12月5日        | 「堀江由衣の天使のたまご」 （文化放送）                          |
| 阿澄佳奈                                | 毎週月曜日 | 2010年11月8日 - 12月6日        | 「阿澄佳奈 星空ひなたぼっこ」 （超!A&G+）                        |
| bamboo (milktub)                        | 毎週火曜日 | 2010年11月9日 - 12月7日        | 「じゅうはちキン!-自由ではちゃめちゃRockin' Radio-」 （超!A&G+） |
| 小林ゆう                                | 毎週水曜日 | 2010年11月10日 - 12月8日       | 「小林ゆうの（仮）」 （超!A&G+）                                 |
| 豊崎愛生                                | 毎週木曜日 | 2010年11月11日 - 12月9日       | 「豊崎愛生のおかえりらじお」 （超!A&G+）                         |
| 2周目（2010年12月10日 - 2011年1月13日） |            |                                |                                                                  |
| 加藤英美里                              | 毎週金曜日 | 2010年12月10日 - 2011年1月7日  | 「A&G GAME MASTER GT-R」 （超!A&G+）                             |
| 南里侑香                                | 毎週土曜日 | 2010年12月11日 - 2011年1月8日  | 「侑香とアイラのRadioはこいり姫」 （超!A&G+）                    |
| 日髙のり子                              | 毎週日曜日 | 2010年12月12日 - 2011年1月9日  | 「ノン子とのび太のアニメスクランブル」 （超!A&G+）               |
| 竹達彩奈 沼倉愛美                       | 毎週月曜日 | 2010年12月13日 - 2011年1月10日 | 「竹達・沼倉の初めてでもいいですか?」 （超!A&G+）                |
| 高橋美佳子                              | 毎週火曜日 | 2010年12月14日 - 2011年1月11日 | 「高橋美佳子の の〜ぷらんでいこう♪」 （超!A&G+）                 |
| 花澤香菜                                | 毎週水曜日 | 2010年12月15日 - 2011年1月12日 | 「花澤香菜のひとりでできるかな?」 （超!A&G+）                    |
| 高垣彩陽                                | 毎週木曜日 | 2010年12月16日 - 2011年1月13日 | 「高垣彩陽のあしたも晴レルヤ」 （超!A&G+）                       |
| 3周目（2011年1月14日 - 2011年2月17日）  |            |                                |                                                                  |
| 松来未祐                                | 毎週金曜日 | 2011年1月14日 - 2月11日        | 「(有)チェリーベル」 （超!A&G+）                                 |
| 日笠陽子                                | 毎週土曜日 | 2011年1月15日 - 2月12日        | 「A&G REQUEST デジスタ」 （超!A&G+）                             |
| 宮野真守                                | 毎週日曜日 | 2011年1月16日 - 2月13日        | 「朴璐美・宮野真守のJOY SOUNDファイト!」 （文化放送）            |
| azusa                                   | 毎週月曜日 | 2011年1月17日 - 2月14日        | 「A&G ARTIST ZONE 2h MONDAY」 （超!A&G+）                        |
| 後藤邑子                                | 毎週火曜日 | 2011年1月18日 - 2月15日        | 「超!A&G+ライブラリー「ホンバン。」」 （超!A&G+）                |
| 虎南有香                                | 毎週水曜日 | 2011年1月19日 - 2月16日        | 「リッスン? 〜Live 4 Life〜 水曜日」 （文化放送）                |
| 黒崎真音                                | 毎週木曜日 | 2011年1月20日 - 2月17日        | 「A&G ARTIST ZONE 2h THURSDAY」 （超!A&G+）                      |

## アニグラSP
アニグラ終了後、2011年5月より月曜日～金曜日限定で復活したコラムコーナー。2013年4月の紙面構成改定で各曜日とも2013年3月最終週に終了した。
開始当初は月曜日・火曜日・木曜日はアニメ・アニラジ業界の現場最前線からの生情報、水曜日がLISPの情報、金曜日は週末お勧めアニメ映画情報を掲載していたが、2011年8月より火曜日は日テレで2011年7月より毎週土曜日深夜放送の「スフィアクラブ」と連動した「スフィアクラブ・シツ」、水曜日はテレビアニメロウきゅーぶ!から生まれたユニットRO-KYU-BU!をフィチャーした紙面、木曜日はEテレにて2011年10月スタートのテレビアニメファイ・ブレインを特集した紙面に変更されている。土曜日・日曜日は日刊スポーツの紙面構成が月曜日～金曜日と異なるため掲載されていない。
なお、11月28日~しばらくの間上記曜日別コラムを一時休載して映画・「けいおん!」特集の期間限定5曜日ぶち抜き企画で掲載していた。12月19日～各曜日のコラムが再開されるも火曜日の｢スフィアクラブ・シツ」は「スフィアクラブ」の放送終了とともに2012年1月31日で連載終了し、2012年2月7日～は超!A&G+にて平日夕方5時~6時生放送中の「A&G NEXTGENERATION LadyGo!!」の各パーソナリティをピックアップした「素顔のLadyGo!!」に、水曜日も2012年3月7日で「RO-KYU-BU!｣をフィチャーした連載が終了し、2012年3月14日より2012年4月スタートの新番アニメ「アクセル・ワールド」をフィチャーした連載、木曜日も「ファイ・ブレイン｣の連載を中断して2012年6月7日よりにTVアニメ「キング・ダム」をフィチャーした連載にそれぞれ変更している。しかし、西日本地区は諸般の事情（名古屋支社・大阪本社・西部本社内の紙面構成上の都合）で、2012年3月30日をもってアニグラSPは一旦連載終了となったが、北海道・東北・東日本と静岡エリアは紙面継続となり、2012年4月2日よりカラーでの掲載に変更となっている。西日本エリアの日刊スポーツ読者でもバッグナンバーによる取り寄せで閲覧は可能である。

## アニメ!!パンチ
アニグラSPの終了に伴い、2013年4月1日よりスタートした連載コーナー。ムラカミ記者がひとつの作品について1週間~2週間に掛けて取材したコラムをお届けしている。ただし、北海道･東北･東日本･静岡エリアのみで西日本エリアについてはバッグナンバーによる取り寄せで閲覧は可能だが、紙面は日刊スポーツの携帯サイトでも見ることが出来るが、月額使用料金がかかる。なお、新聞休刊日や芸能面で大きく割く出来事が生じた場合、休載することがある。